# スリー・オブ・ア・パーフェクト・ペアー
『スリー・オブ・ア・パーフェクト・ペアー』（Three of a Perfect Pair）は、キング・クリムゾンが1984年に発表したアルバム。

## 解説
前2作『ディシプリン』『ビート』と同じラインナップで制作された。本作に伴うツアーを最後に、キング・クリムゾンは活動を停止し、本作は1980年代における最後のオリジナル・アルバムとなった。
「スリー・オブ・ア・パーフェクト・ペアー」は、キング・クリムゾンの2000年のツアーでは、エイドリアン・ブリューによるギター弾き語りという形で演奏され、その模様はライブ・アルバム『ヘヴィ・コンストラクション』に収録。

## 収録曲
全曲メンバー4人の共作。作詞はエイドリアン・ブリューが担当。

### サイド1（レフト・サイド）
1. スリー・オブ・ア・パーフェクト・ペアー - "Three of a Perfect Pair" - 4:13
2. モデル・マン - "Model Man" - 3:49
3. スリープレス - "Sleepless" - 5:24
4. マン・ウィズ・アン・オープン・ハート - "Man with an Open Hear" - 3:05
5. ヌアージ - "Nuages (That Which Passes, Passes Like Clouds)" - 4:47

### サイド2（ライト・サイド）
1. インダストリー - "Industry" - 7:04
2. ディグ・ミー - "Dig Me" - 3:16
3. ノー・ウォーニング - "No Warning" - 3:29
4. 太陽と戦慄パートIII - "Larks' Tongues in Aspic (Part III)" - 6:05

アナログレコードにおいては、1から5を "Left Side"、6から9を "Right Side" と呼んでいた。

## 参加ミュージシャン
- ロバート・フリップ - ギター
- エイドリアン・ブリュー - ボーカル、ギター
- トニー・レヴィン - ベース、チャップマン・スティック、シンセサイザー、バッキング・ボーカル
- ビル・ブルーフォード - ドラムス